# 弗兰茨·马克
弗兰茨·马克（英語：Franz Mack，1921年3月7日—2010年10月3日）是一位德国企业家和设计师。
马克是在大众学校里学习的汽车制造。他通过了师傅考试。1958年他与两个兄弟接受了瓦尔特克尔希的一座生产专门为游乐园生产雲霄飛車的厂家。1975年他与他的儿子罗兰·马克一起成立了鲁斯特欧洲公园。公园里的许多娱乐机是他参与设计的。
马克除在他自己的企业内工作外还有一些其它的工作，比如在德国技术监督协会的标准协会中工作。
弗兰茨·马克于1948年结婚，有两个儿子。

## 奖励
- 联邦十字勋章（1984年，1997年）
- 鲁斯特的名誉市民（2001年）